# Dominikia villosula
Dominikia villosula is een keversoort uit de familie boorkevers (Bostrichidae). De wetenschappelijke naam van de soort is voor het eerst geldig gepubliceerd in 1905 door Lesne.